# Red Eye
Red Eye är en amerikansk film från 2005 i regi av Wes Craven. I de ledande rollerna ses Rachel McAdams och Cillian Murphy. 

## Handling
Lisa Reisert (Rachel McAdams) är flygrädd men tvingas ändå att flyga till Texas där hennes mormor ligger för döden. Efter mormoderns död så åker Lisa direkt hem. Där träffar hon den charmige snygge Jackson (Cillian Murphy) och de flirtar lite oskyldigt med varandra. Men vad Lisa inte vet är att Jackson inte är så trevlig som han verkar. De hamnar bredvid varandra på planet och när de befinner sig på 10 000 meters höjd så visar han sitt rätta jag. Det blir en spännande katt och råtta-lek där den jagade inte kan fly. 

## Om filmen
Red Eye regisserades av Wes Craven Filmen hade svensk premiär den 16 september 2005. Titeln anspelar på det amerikanska smeknamnet för längre flygresor på sena tider som "Red Eye"-resor, rödögaresor, eftersom sömnbrist och jetlag ger resenären röda ögon.

## Rollista (urval)
| Rachel McAdams | – Lisa Reisert                |
| Cillian Murphy | – Jackson Rippner             |
| Brian Cox      | – Joe Reisert                 |
| Jayma Mays     | – Cynthia                     |
| Laura Johnson  | – blond kvinna                |
| Max Kasch      | – unge med hörlurar           |
| Kyle Gallner   | – bror till unge med hörlurar |